# Ingvild Kjerkol

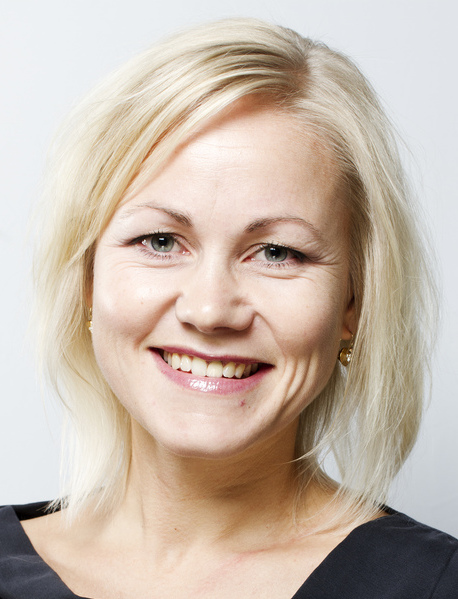
Ingvild Kjerkol, 2011

Ingvild Kjerkol (* 18. Mai 1975 in Stjørdal) ist eine norwegische Politikerin der sozialdemokratischen Arbeiderpartiet (Ap). Seit 2013 ist sie Abgeordnete im Storting. Von Oktober 2021 bis April 2024 war sie die Gesundheits- und Pflegeministerin ihres Landes.

## Leben
Ingvild Kjerkol studierte Psychologie und Informatik an der Technisch-Naturwissenschaftlichen Universität Norwegens (NTNU). Von 2001 bis 2002 arbeitete sie als Assistentin im Gesundheitssystem der Kommune Stjørdal, bevor sie bis 2007 als Französischlehrerin tätig war. Kjerkol war in den Jahren 1995 bis 2011 Mitglied im Kommunalparlament von Stjørdal. Im Jahr 2003 zog sie außerdem in das Fylkesting der damaligen Provinz Nord-Trøndelag ein, wo sie 2009 Mitglied im Fylkesråd, also einer Art Regierung des Fylkes, wurde. Von 2011 bis 2013 war sie schließlich die Vorsitzende des Fylkesråds.
Kjerkol trat sowohl bei der Parlamentswahl 2005 und 2009 an, ohne ein Mandat zu erhalten. Stattdessen wurde sie Vararepresentantin, also eine mögliche Nachrückerin. Bei der Wahl 2013 zog sie schließlich erstmals ins norwegische Nationalparlament Storting ein. Dort vertritt sie den Wahlkreis Nord-Trøndelag und sie wurde zunächst Mitglied im Transport- und Kommunikationsausschuss. Im Juni 2015 wechselte sie während der laufenden Legislaturperiode in den Gesundheits- und Pflegeausschuss. Dort verblieb sie auch nach der Stortingswahl 2017.
Im August 2020 wurde sie im Rahmen einer Kampfabstimmung zur neuen Vorsitzenden der Arbeiderpartiet in Trøndelag gewählt. Am 14. Oktober 2021 wurde sie zur Gesundheits- und Pflegeministerin in der neu gebildeten Regierung Støre ernannt. Im Januar 2024 wurden in ihrer gemeinsam mit einer weiteren Studentin abgegebenen Masterarbeit größere nicht gekennzeichnete Textübereinstimmungen gefunden. Im April 2024 kam die Nord Universität nach einer Untersuchung der Arbeit schließlich zu dem Ergebnis, dass es sich um ein vorsätzliches Plagiat handle und die Masterarbeit abgelehnt werde. Am 12. April 2024 gab Ministerpräsident Jonas Gahr Støre in einer Pressekonferenz bekannt, dass Kjerkol von ihrem Ministerposten zurücktreten werde. Am 19. April 2024 wurde schließlich ihr Parteikollege Jan Christian Vestre zu ihrem Nachfolger ernannt. Kjerkol, die zuvor aufgrund ihrer Regierungsmitgliedschaft ihr Mandat im Storting ruhen lassen musste, kehrte daraufhin ins Parlament zurück. Dort wurde sie Vorsitzende im Energie- und Umweltausschuss und Mitglied im Fraktionsvorstand.
Im Vorfeld der Stortingswahl 2025 verlor sie eine Kampfabstimmung um den ersten Platz der Wahlliste in ihrem Wahlkreis gegen Bente Estil, so dass sie keinen Platz auf der Liste erhielt. Im Januar 2025 gab Kjerkol bekannt, dass sie nicht erneut für den Posten der Arbeiderpartiet-Vorsitzenden in Trøndelag kandidieren und die Politik verlassen werde. Im Februar 2025 wurde sie stellvertretende Fraktionsvorsitzende der Arbeiderpartiet.